# Fundação JAAGO
A Fundação JAAGO (língua bengali: জাগো ফাউন্ডেশন) é uma organização da sociedade civil estabelecida em abril de 2007 e sediada em Bangladesh. A JAAGO opera com a ajuda de seus funcionários e trabalha para a melhoria das pessoas que vivem abaixo da linha da pobreza. A Fundação JAAGO tem atualmente escolas espalhadas por todo o Bangladesh, que atendem gratuitamente escolas para 3.000 crianças carentes. Um dos principais eventos anuais da JAAGO é o 'Dia Universal da Criança'. A fundação tem mais de 25.000 voluntários através da sua plataforma de voluntários 'Volunteer for Bangladesh', que celebra este dia através da sensibilização para os direitos das crianças.

## História
Em abril de 2007, Korvi Rakshand, estudante de direito, iniciou um movimento com alguns amigos para distribuir socorro às vítimas das enchentes de Rayer Bazaar, na cidade de Daca. Mais tarde, ele expandiu este programa para estabelecer a Fundação JAAGO com a esperança de "quebrar o ciclo da pobreza através da educação". Embora a JAAGO tenha começado originalmente fornecendo educação escolar gratuita para as crianças do Rayer Bazaar, Dhaka lentamente começou a expandir suas atividades em Bangladesh.

## Atividades

### Escola Fundação JAAGO
Em 2007, a Fundação JAAGO iniciou sua escola com 17 crianças em um pedaço de carpete e um quadro branco. Agora, expandiu para 12 agências totalmente funcionais e mais de 3.000 alunos. A Escola JAAGO é a primeira do tipo a fornecer gratuitamente educação de padrões internacionais para as crianças carentes do Bangladesh. O curso primário de instrução é o inglês, embora os alunos também aprendam que Bangla tem uma formação muito forte em bengali.
Em setembro de 2011, a Fundação JAAGO iniciou sua primeira escola on-line como um programa piloto. Das 13 escolas existentes, 10 são 'Escolas on-line'

### Empoderamento das mulheres
A fundação JAAGO colabora com a Bachhara, uma grife australiana, para usar os princípios do comércio ético e desenvolver soluções para o empoderamento das mulheres. Desenhos de Bachhara são enviados para o Centro de Costura da Fundação JAAGO, que é então transformado em roupas de alta qualidade pelos funcionários do centro de costura. Os funcionários são em sua maioria mulheres da favela Rayer Bazaar, que recebem salários mais altos do que a média de trabalhadores em Bangladesh e também podem trabalhar no ambiente seguro do Centro de Costura da Fundação JAAGO.

## Outras atividades

### Volutário para Bangladesh
Através do Volutário para Bangladesh (Volunteer for Bangladesh), a Fundação JAAGO, pela primeira vez em Bangladesh, forneceu aos jovens voz e plataforma. Essa preocupação da Fundação JAAGO é uma associação nacional de Grupos de Ação Voluntária que trabalha pela melhoria de suas comunidades individuais e da nação como um todo. O voluntário para Bangladesh planeja estabelecer Grupos de Ação Voluntária em torno de 64 distritos de Bangladesh e é apoiado pela Embaixada dos EUA, Dhaka.

## Operações internacionais
JAAGO tem filiais abertas nos Estados Unidos, Reino Unido, Canadá e Austrália. A maior parte destas filiais são operados por nativos que já trabalharam como voluntários para JAAGO.